# Jenaz
Jenaz (toponimo tedesco; in romancio Gianatsch , in italiano Giovannaccio o Giannino, desueti) è un comune svizzero di 1 147 abitanti del Canton Grigioni, nella regione Prettigovia/Davos.

## Storia

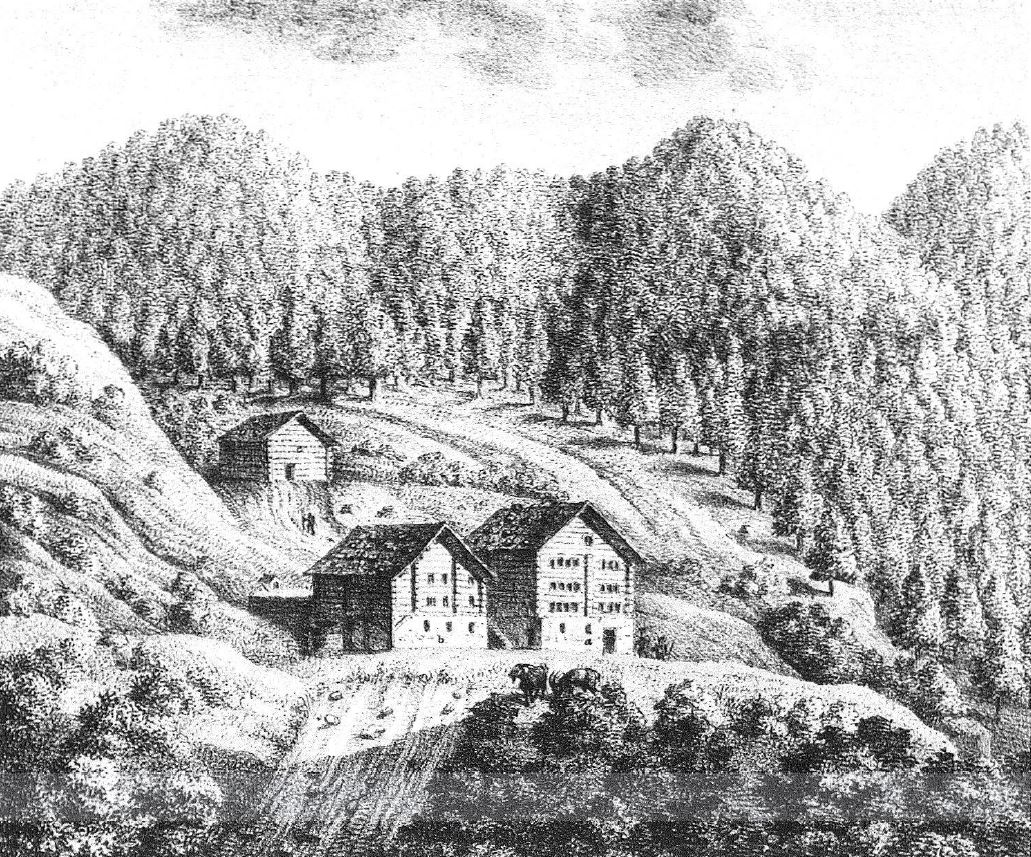
Le terme di Jenaz

Jenaz è stata una rilevante località termale: le terme furono attive dal 1733 al 1834.

## Monumenti e luoghi d'interesse
- Chiesa riformata dei Santi Pietro e Paolo (fino al 1511 di San Pietro), attestata dal XII secolo[3];
- Case in legno[3];
- Schlössli, costruito nel 1822[3].

## Società

### Evoluzione demografica
L'evoluzione demografica è riportata nella seguente tabella:
Abitanti censiti

## Infrastrutture e trasporti

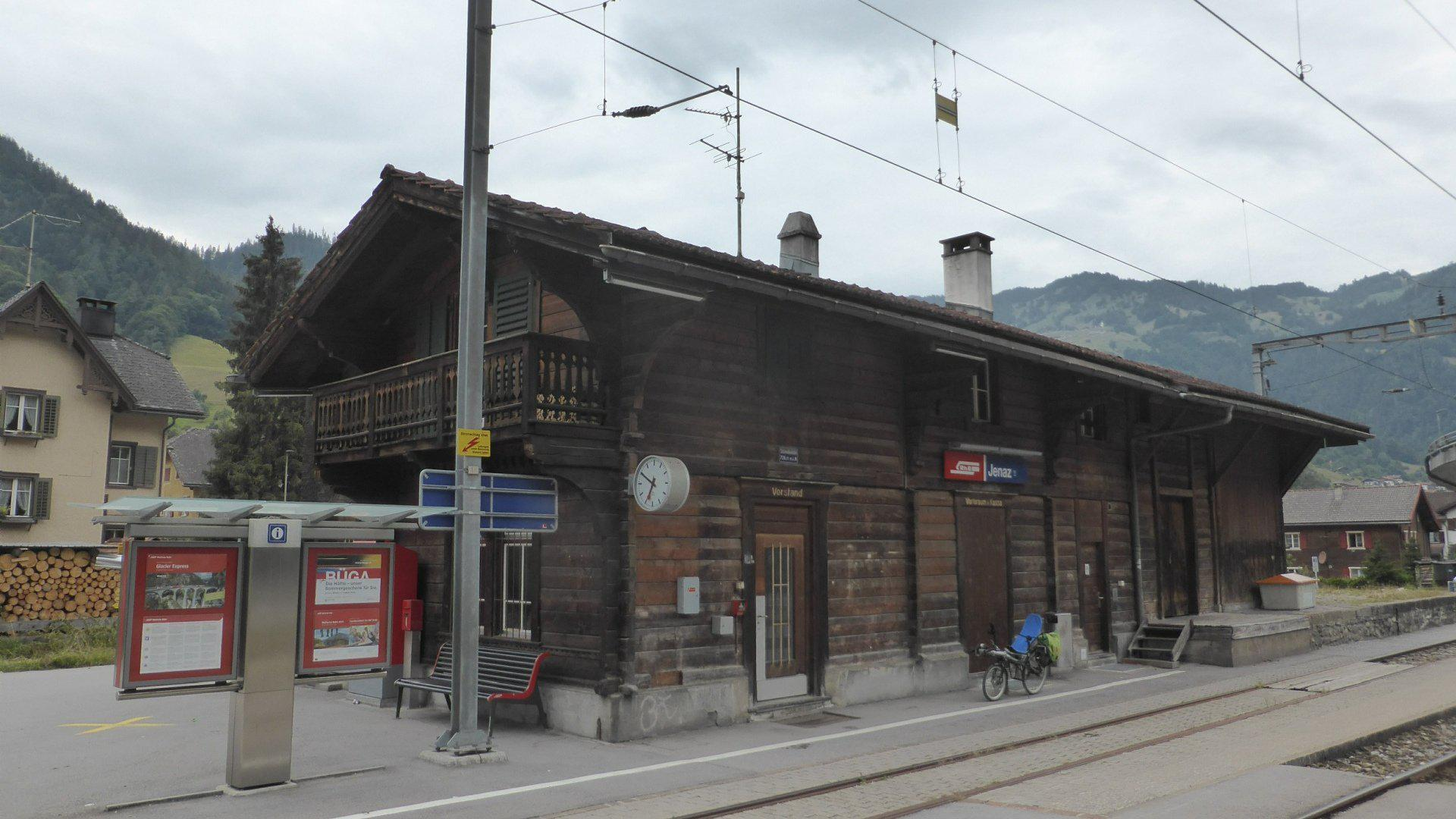
La stazione di Jenaz

Jenaz è servito dalla stazione ferroviaria omonima della Ferrovia Retica, sulla linea Landquart-Davos.